# Antipater (hérodien)
Pour les articles homonymes, voir Antipater.
Antipater est un prince de la famille d'Hérode le Grand. Il est le fils de Salomé, la sœur d'Hérode, et de Joseph, un oncle d'Hérode. Il épouse sa cousine Cypros II, fille d'Hérode le Grand et Mariamne l'Hasmonéenne. À la mort d'Hérode, il se rend à Rome pour témoigner contre Archélaos qui cherche à se faire reconnaître roi de Judée par l'empereur Auguste.